# Guillaume Veau
Guillaume Veau o Viaux (fl. XIII secolo) descritto come maistre (maestro delle arti), è stato un troviero del XIII secolo.
Gli vengono attribuite tre chansons courtoises nel manoscritto Vaticano Reg.lat.1490:
- J'ai amé trestout mon vivant
- Meudre achoison n'euc onques de chanter
- S'amours loiaus m'a fait soufrir

Le prime due di queste sono uniche, vale a dire, che non appaiono in nessun'altra fonte. Esse terminano su una nota diversa dal centro tonale delle prime quattro frasi. Le melodie "moderatamente fiorite" di tutte queste tre sono scritte nella forma bar. 